# 獨裁官
獨裁官（拉丁語：dictātor）是羅馬共和国的特殊政治職務，是一種特殊長官，他的職能是執行特殊的任務，超過任何一位正規長官的威權。该職務在中文文献中有时也被音译为“狄克推多”。

## 概論
獨裁官的字源則來自拉丁文動詞dictō（指示、描述、下令）與dīcō（說話），字面意思是「那個可以說話及下令的人」。
羅馬共和的合法制度，獨裁官（拉丁文“下命令的人”），也通稱為“人民統領”（magister populi），“最高裁判官”（Praetor maximus），以及“步兵統領”（Magister Peditum）。羅馬元老院通過元老院議決（senatus consultum），授權執政官去提名一位獨裁官，此人乃是唯一的例外，對共治（相同職務的多重佔有人），與責任（是合法地能夠已掌握去負行為的責任，在職務中）之羅馬合法原則而言。不论在任何時候，以任何理由，獨裁官都不能超過一位；并且於他在職務的時間中，獨裁官在法律上不为任何行為負責，无论以任何理由。獨裁官是最高的長官，在“領前的程度”（praetor maximus），以及被二十四位刀斧手所隨侍。

## 各种形态
實際上有兩種不同的獨裁官任期型態。一種型態是“全權獨裁官（optima lega）”，此在戰爭狀態或平息叛亂的情況下，任期不超過六個月。這位獨裁官握有絕對的軍事治權與城內治權，有法律上的義務去指定一位騎兵長官（magister equitum）作為自己的下級同僚。當獨裁官離開職務的時候，騎兵長官的職務立即地停止存在。另一種類型的獨裁官為“法律上受限的獨裁官（imminuto iure）”，通常由一些特殊任務的理由而被任命：“為了選舉召開大會”（comitiorum habendorum causa），“在朱庇特神廟中釘釘子”（clavi figendi causa，當瘟疫爆發時在朱庇特神廟牆上釘入儀式用釘的宗教儀式），“為了指定節日”（feriarum constituendarum causa），“為了主持公共比賽”（ludorum faciendorum causa），“為了掌握確定的審判”（quaestionibus exercendis），以及“為了填補元老院中的空缺”（legendo senatui）等。

## 著名人物
最為聞名的“戰事獨裁官”是辛辛納圖斯與費邊（在第二次布匿戰爭的時候）。戰爭結束之後，獨裁官的職位已失去法律上的效力，代替以元老院終極議決，元老院的緊急裁斷，授權兩位執政官，去採取不論什麼作為，已需要去防衛共和。 
在蓋烏斯·馬略的垮台之後，於是路基烏斯·蘇拉，後者向羅馬推進，而且使他自己被委任至一個純然地新的職務，共和體制獨裁官（dictator  constituendae causa），它是職能地相同於戰事獨裁官，除了它缺乏任何時間的界限之外。蘇拉在他自願地放棄并從政壇退隱之前，握有這項職務好幾年。
蓋烏斯·尤利烏斯·凱撒在他任獨裁官的初期，恢復了戰事獨裁官一職，並允許被委任者擔任一整年。在公元前46年，他被委任成為一年獨裁官，從此開始他長達九年的任期，當凱撒開始第十屆任期時，此規定被廢除，而且元老院投票使他成為終身獨裁官（dictator perpetuus，意為"永遠的獨裁官"）。
凱撒在三月十五日（Ides of March）被謀殺之後，他的執政官同僚馬克·安东尼通過了安東尼法，它撤銷了獨裁官任期，并且将它從共和国的宪法除去。這個職務後來提供給凱撒·奥古斯都烏斯，此人謹慎地拒絕它，而选择了保民官的權力與執政官的統治大權，除最高祭司與第一元老之外未握有任何職務。这項政治上的安排使得他成為職能上的獨裁官，而没有必要拥有这一引起爭議和嫉恨的頭銜或職務。